# Алганча-Игра
Алганча-Игра (удм. Эгра) — деревня в Малопургинском районе Удмуртской республики. 

## География
Находится в южной части Удмуртии на расстоянии приблизительно 8 км на запад-северо-запад по прямой от районного центра села Малая Пурга. 

## История
Известна с 1717 года как деревня Игирче Игры с 11 дворами. В 1802 году  было 30 дворов, в 1873 – 47, в 1905 – 80, в 1924 – 92. Входила до 2021 года в состав Уромского сельского поселения.

## Население
Постоянных жителей было: 40 человек (1717 год), 60 душ мужского пола (1748), 137 человек (1768), 114 душ мужского пола (1802),  354 человека (1873), 428 (1905), 451 (1924), 302 в 2002 году (удмурты 99%) , 262 в 2012 .